# Ralph "Sonny" Barger
Ralph Hubert «Sonny» Barger (Modesto, California; 8 de octubre de 1938-29 de junio de 2022) fue un escritor y piloto de motociclismo estadounidense, miembro fundador de los Hells Angels Motorcycle Club (1957) en Oakland (California, Estados Unidos).
Además fue autor de seis libros: Ridin’ High, Livin’ Free: Hell-Raising Motorcycle Stories (2003); Dead in 5 Heartbeats (2004); Freedom: Credos from the Road (2005); 6 Chambers, 1 Bullet (2006); Let’s Ride: Sonny Barger’s Guide to Motorcycling (2010); y Hell's Angel: The Life and Times of Sonny Barger and the Hell's Angels Motorcycle Club (2000).
En la pantalla participó en los Hells Angels on Wheels (1967) y fue uno de varios miembros de los Ángeles que aparecen como ellos mismos en Angels '69 del infierno (1969). Apareció en varias películas adicionales y en la serie de televisión Hijos de la anarquía.

## Biografía

### Años 1960
Fue una figura prominente en el best-seller de Hunter S. Thompson, titulado Hell's Angels: The Strange and Terrible Saga of the Outlaw Motorcycle Gangs (1966). Barger y los Hells Angels también aparecen en la obra de Tom Wolfe The Electric Kool-Aid Acid Test (1968), durante el campamento de Ken Kesey en La Honda. Fue uno de los Hells Angels presente en el concierto de The Rolling Stones, Altamont Speedway Free Festival, en 1969.

### Años 1980
En 1983 le fue diagnosticado con cáncer de garganta, causada por años de fumar en exceso. En consecuencia, se le retiraron sus cuerdas vocales y después de un laringectomía aprendió a vocalizar usando los músculos de la garganta.
En 1988, Barger fue declarado culpable de conspirar en la acción de volar la casa club de un club rival de motociclistas, Los Outlaws de Louisville (Kentucky).

### Años 2000
Permaneció casado con Zorana Barger y siguió siendo miembro activo de los Hells Angels en Cave Creek. De allí se mudó a Oakland en 1998. A lo largo de su vida fue dueño de 10 a 12 motocicletas.
En los últimos años, trabajó para promover la seguridad de la motocicleta; fue coautor de un libro sobre el tema con Darwin Holmstrom —el autor de Guía del idiota completo a Motocicletas (1998)— titulado Vamos a Ride: Guía de Sonny Barger de Motociclismo (2010).
El 30 de noviembre de 2010, hizo una aparición breve en la temporada 3 final de la serie de televisión Hijos de la anarquía, del canal FX, como Lenny «el Chulo» Janowitz, sobre un ficticio club de motociclistas, supuestamente basada en los Hells Angels. Creada por Kurt Sutter y asesorado por Barger y otros miembros de los Hells Angels. Barger regresó de nuevo en Hijos de la anarquía con el mismo personaje el 29 de noviembre de 2011, en la temporada 4 final, la primera parte. Reapareció la tercera vez en Hijos de la anarquía  en la temporada 5, episodio 10, que se emitió el 13 de noviembre de 2012.

## Filmografía
- Hells Angels on Wheels (1967)
- Ángeles del Infierno '69 (1969)
- Hijos de la anarquía